# Comte des Sicules
Le comte des Sicules (en hongrois : székelyispán ; en latin : comes Sicolorum) désignait le chef des Sicules, peuple de langue hongroise affilié aux Magyars, vivant en Transylvanie au sein du royaume de Hongrie. Le comte des Sicules remplissait des fonctions judiciaires, administratives et militaires.
En plus des sièges sicules, il administrait le Burzenland et d'autres territoires saxons de Transylvanie. Sa résidence officielle était la forteresse de Görgényszentimre, situé en dehors des territoires qui lui sont assignés.
Nommé directement par les monarques, ils restent indépendants des voïvodes de Transylvanie jusque dans les années 1460 où les deux fonctions fusionnent. L'office a toujours été tenu par un noble hongrois, jamais par un membre de la communauté Sicule.

## Origines
L'évêque Otton de Freising mentionne les comtes conduisant l'avant-garde hongroise lors de la bataille sur la Lajta en 1146. L'avant-garde étant alors formée par les Sicules et les Petchénègues, l'évêque pourrait donc faire référence à l'existence de l'office de comte des Sicules dès cette période.
La première charte royale mentionnant un comte des Sicules date de 1235 et se réfère à un événement ayant eu lieu en 1228.

## Juridiction
Les Sicules qui habitaient les vallées des rivières Hortobágy (en) et Sebeș (en) se déplacent vers l'est, de l'autre côté de la rivière Olt, dans les années 1220. Leur déplacement est lié à l'arrivée de colons, majoritairement germanophones (ancêtres des Saxons de Transylvanie), qui se sont installés dans les anciens territoires sicules. Le Sicules de la vallée de Sebes créent Sepsiszék, le siège de Sebes, mentionné dès 1252. Au cours du siècle, de nouveaux sièges sicules voient le jour et forment le Pays sicule, sous l'autorité du comte.
La juridiction des comtes des Sicules ne se limite pas au Pays sicule et s'étend sur certaines communautés de Saxons de Transylvanie installés sur d'anciens territoires sicules. Ainsi les Saxons des districts de Medgyes et de Nagyselyk sont sous l'autorité du comte des Sicules de 1320 à 1402, date à laquelle ils sont rattachés aux sièges saxons sous l'autorité du comte de Nagyszeben. Les districts de Brassó, Beszterce et Óradna étaient également sous l'autorité du comte des Sicules depuis 1344. Les comtes des Sicules sont aussi à la tête des honneurs de Görgény et de Höltövény et perçoivent les revenus royaux de ces forteresses et des domaines qui leur sont attachés. Ils sont également au XVe siècle seigneurs de l'honneur de la forteresse de Törcsvár et des environs de Királykő.

## Liste des comte des Sicules
- Bogomér, fils de Szoboszló (c. 1228)[1]
- Mojs (c. 1291)[1]
- Péter genus Bő, (c. 1294-c.1299)[1]
- Tamás Losonci (1315-1320)[2]
- István Losonci (1315)[2]
- Simon genus Kacsics (en) (1320-1327)[2]
- Lack genus Hermán (1328-1343)[2]
- András Lackfi (1343-1350)[2]
- Lőkös Raholcai (1352-1356)[2]
- János Zsámboki, Jr. (1356-1360)[2]
- Miklós Lackfi Le Jeune (136-1367)[2]
- István Lackfi (1367-1371)[2]
- László Losonci, Le Vieux (1373-1376)[2]
- Miklós Derencsényi (en) (1377-1380)[2]
- Miklós Perényi (1380-1382)[2]
- Miklós Losonci (1382-1385)[3]
- Balc Bélteki (1387-1390)[3]
- Drág Bélteki (1387-1390)[3]
- János ("le Valaque") Bélteki (1390)[3]
- Simon Szécsényi (1390-1391)[3]
- István Kanizsai (1391-1395)[3]
- Ferenc Bebek (1395-1397)[3]
- Péter Perényi (1397-1401)[3]
- János Maróti (1397-1398)[3]
- György Csáki (1402-1403)[3]
- Dénes Marcali (1402-1403)[3]
- János Harapki (1404)[3]
- László Monostori (1404)[3]
- Mihály Nádasi (1405-1421)[3]
- Péter Bebek (1423-1427)[3]
- János Jakcs de Kusaly (1427-1431)[3]
- Mihály Jakcs de Kusaly (1427-1438)[4]
- Henrik Tamási (1437)[4]
- Imre Bebek (1438-1441)[4]
- Ferenc Csáki (1439, 1440, 1446-1448)[4]
- István Bánffy de Losonc (1440-1441)[4]
- Jean Hunyadi (1441-1446)[4]
- Miklós Újlaki (en) (1441-1446)[4]
- Rénold Rozgonyi (1449-1453, 1455)[4]
- János Rozgonyi, Sr. (1449, 1457)[4]
- Osvát Rozgonyi (1449-1453, 1454-1458)[4]
- János Ország (1454-1457)[4]
- Imre Hédervári (1454)[4]
- Bertalan Drágffy Bélteki (1479-1488)[5]